# Сикион
Сикио́н (др.-греч. Σικυών) — древнегреческий полис на северо-востоке Пелопоннеса, в глубине Коринфского залива, между реками Асоп и Гелиссон. Область Сикиония («страна огурцов») названа по разведению здесь овощей, от др.-греч. σῐκυός «огурец». На месте древнего Сикиона расположен малый город Сикьон (Σικυών, до 21 августа 1920 года называвшийся Василико, Βασιλικό).

## История
Город был заселён в эпоху поздней бронзы. Упоминается в «Илиаде» как поселение, подвластное Агамемнону, царю Микен, от которых оно удалено на 18 км. В мифах его основателем и первым царём был Эгиалей, город назывался Эгиалея и был переименован 19-м царём Сикионом. Город микенской эпохи после дорийского вторжения, согласно преданию, был основан заново Фалком, сыном Темена, правителя Аргоса.

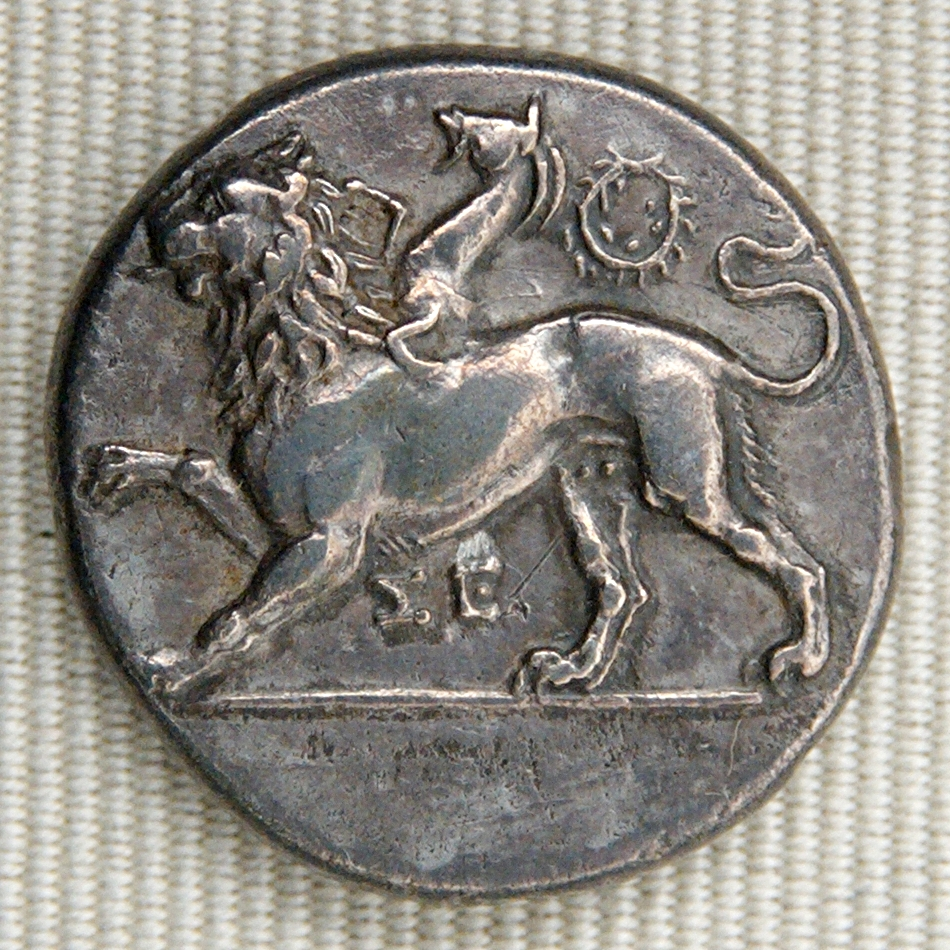
Дидрахма из Сикиона с изображением химеры (около 380 года до н. э.)

Царская власть в городе была со временем заменена олигархией, а около 665 г. до н. э. в городе установилась тирания, которая продолжалась около 100 лет. Основатель династии Орфагор, сын Андрея, получил власть как военный стратег, проведший успешную военную кампанию. Он известен справедливым и законопослушным правлением. Во время его правления в 648 г. до н. э. брат правителя Мирон I вышел победителем колесничных состязаний в Олимпии и построил там сокровищницу с надписью «От Мирона и жителей Сикиона».
Затем правил сын Мирона I — Аристоним. Мирон II, сын Аристонима, был убит своим братом Исодамом. Но наибольшую известность получил другой брат Мирона II — Клисфен (ок. 600—570 гг. до н. э.). Он сыграл важную роль в Первой Священной войне. Искоренял в Сикионе культ героя Адраста, так как он происходил из враждебного тогда Сикиону Аргоса, и насаждал взамен него культ Диониса, что, возможно, способствовало зарождению древнегреческой трагедии. Пытался заключить союз с Афинами и выдал дочь Агаристу за Мегакла (афинского архонта из Алкмеонидов).
Тирания в Сикионе была свергнута в 555 г. до н. э. (последний тиран — Эсхин) при участии Спарты и в городе было установлено республиканское правление. В 368 г. до н. э. Эвфрон которому было поручено командовать войсками, установил тиранию в Сикионе и правил до 365 г. до н. э. В III в. до н. э. известны тираны: Клеон, Абантид, Пасей, Никокл. Тирания была свергнута Аратом, после чего город присоединился к Ахейскому союзу.

## Культура
Сикион славился своими ремесленниками и художниками. По сообщениям Плиния Старшего и Павсания, около 580—577 гг. до н. э. учениками легендарного Дедала здесь была основана художественная школа. Греки также утверждали, что в Сикионе произошло открытие живописи. В частности, здесь родился греческий живописец Павзий.
Из литераторов Сикиона известен поэт Мнасалк Сикионский.